# Tinatin Chidascheli

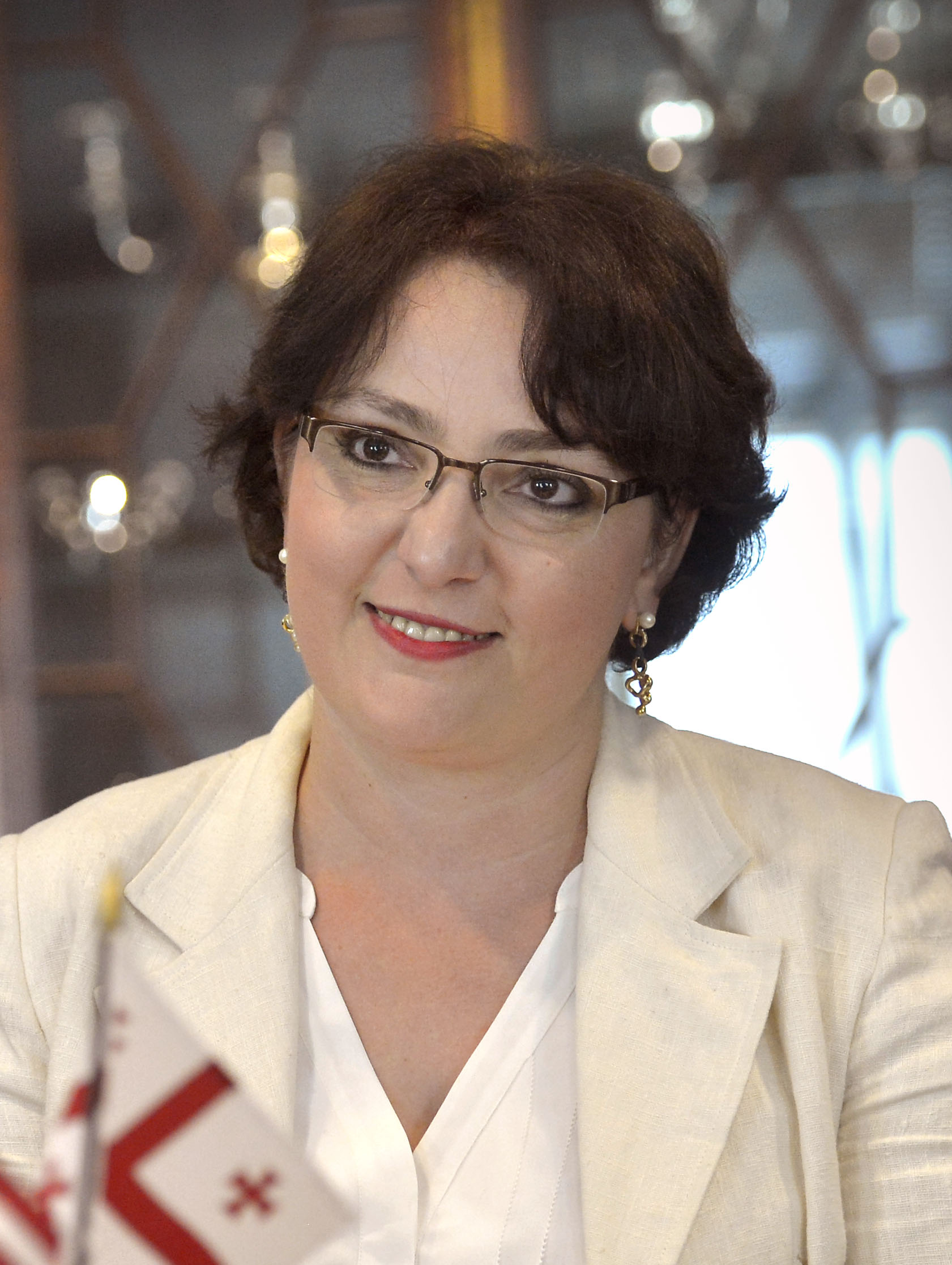
Tinatin Chidascheli (2015)

Tinatin Tina Chidascheli (georgisch თინათინ (თინა) ხიდაშელი; * 8. Juni 1973 in Tiflis, Georgische SSR) ist eine georgische Rechtsanwältin und Politikerin. Seit Mai 2015 war sie die erste weibliche Verteidigungsministerin des Landes in den Regierungen von Irakli Gharibaschwili und Giorgi Kwirikaschwili. Chidascheli trat im August 2016 zurück, nachdem ihre Partei beschlossen hatte, das regierende georgische Parteienbündnis Georgischer Traum zu verlassen.

## Leben
Tinatin Chidascheli wurde am 8. Juni 1973 in Tiflis geboren. Sie studierte Internationales Recht an der Staatlichen Universität Tiflis. Auslandsstudien führten sie an die Central European University in Budapest und das Washington College of Law. Sie hat einen Master in Internationalen Beziehungen und Politikwissenschaften. Chidascheli arbeitete in verschiedenen internationalen und Nichtregierungsorganisationen, aber nie in der Regierung von Micheil Saakaschwili.
Chidascheli ist mit dem Staatswissenschaftler Dawit Ussupaschwili verheiratet, dem ehemaligen Vorsitzenden des georgischen Parlaments (2012–2016). Beide waren Vorsitzende der einflussreichen Vereinigung junger Rechtsanwälte Georgiens, die er gegründet hat. Das Paar hat zwei Kinder.

## Politik
Im Jahr 2012 war Chidascheli eine der Führerinnen der oppositionellen Republikanische Partei, die im Stadtrat von Tiflis vertreten ist. Im Parlament vertrat sie als Abgeordnete den Einmandatswahlkreises Sagaredscho in der Region Kachetien und sie wurde Vorsitzende des parlamentarischen Ausschusses für die europäische Integration.
Im Jahr 2012 beteiligte sich ihre Partei am Bündnis Georgischer Traum, das noch im selben Jahr die Regierungsgewalt übernahm.
Bei einer Regierungsumbildung ernannte Georgiens Premierminister Gharibaschwili Tinatin Chidascheli am 1. Mai 2015 zur Verteidigungsministerin. Als solche strebte sie eine schnelle Mitgliedschaft in der NATO an. Sie blieb im Januar 2016 auch im Kabinett des Nachfolgers Giorgi Kwirikaschwili, trat jedoch am 1. August 2016 zurück, nachdem ihre Partei beschlossen hatte, die regierende Koalition zu verlassen.